# Gruob

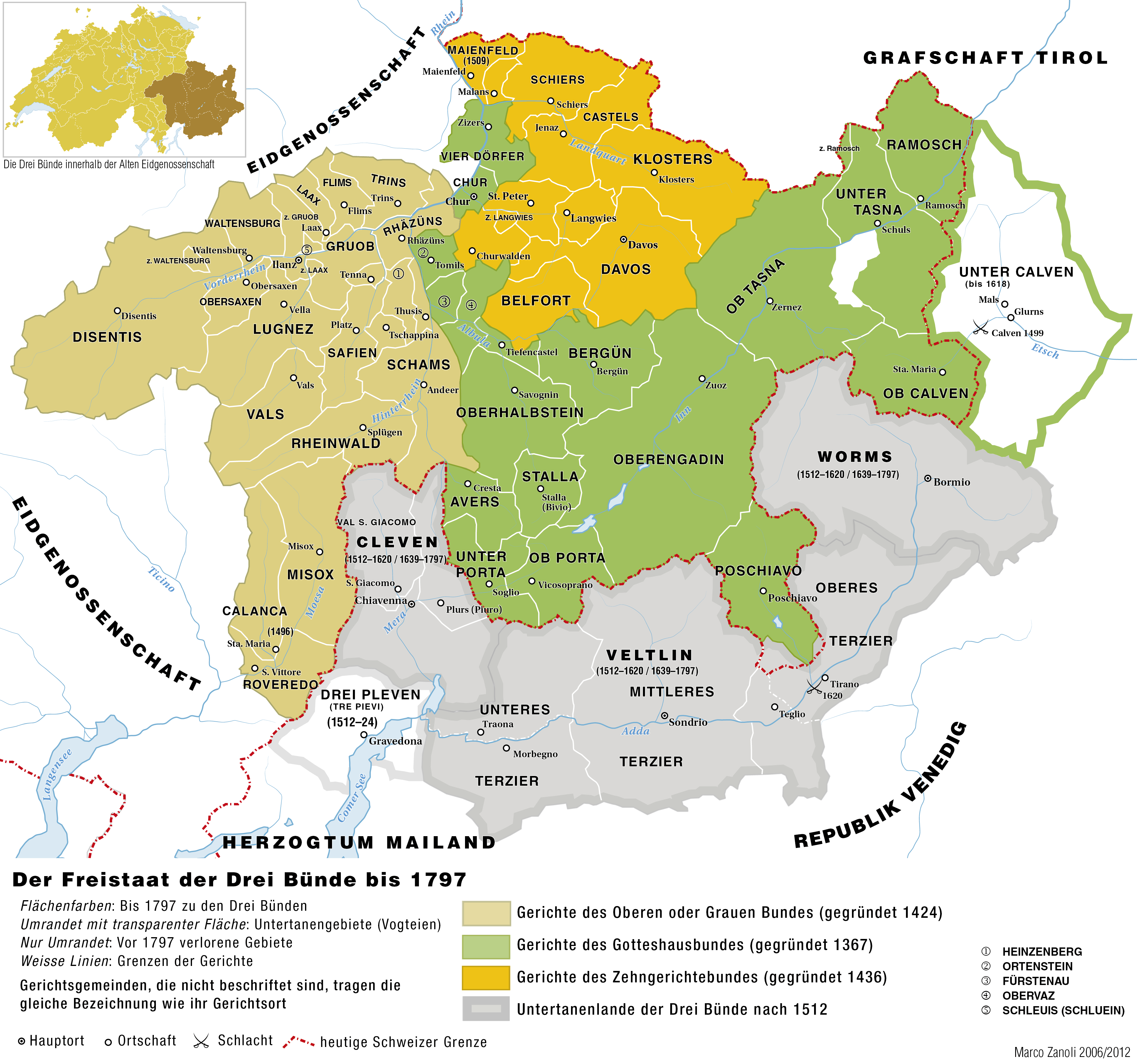
Die Gruob im Osten des Oberen oder Grauen Bundes

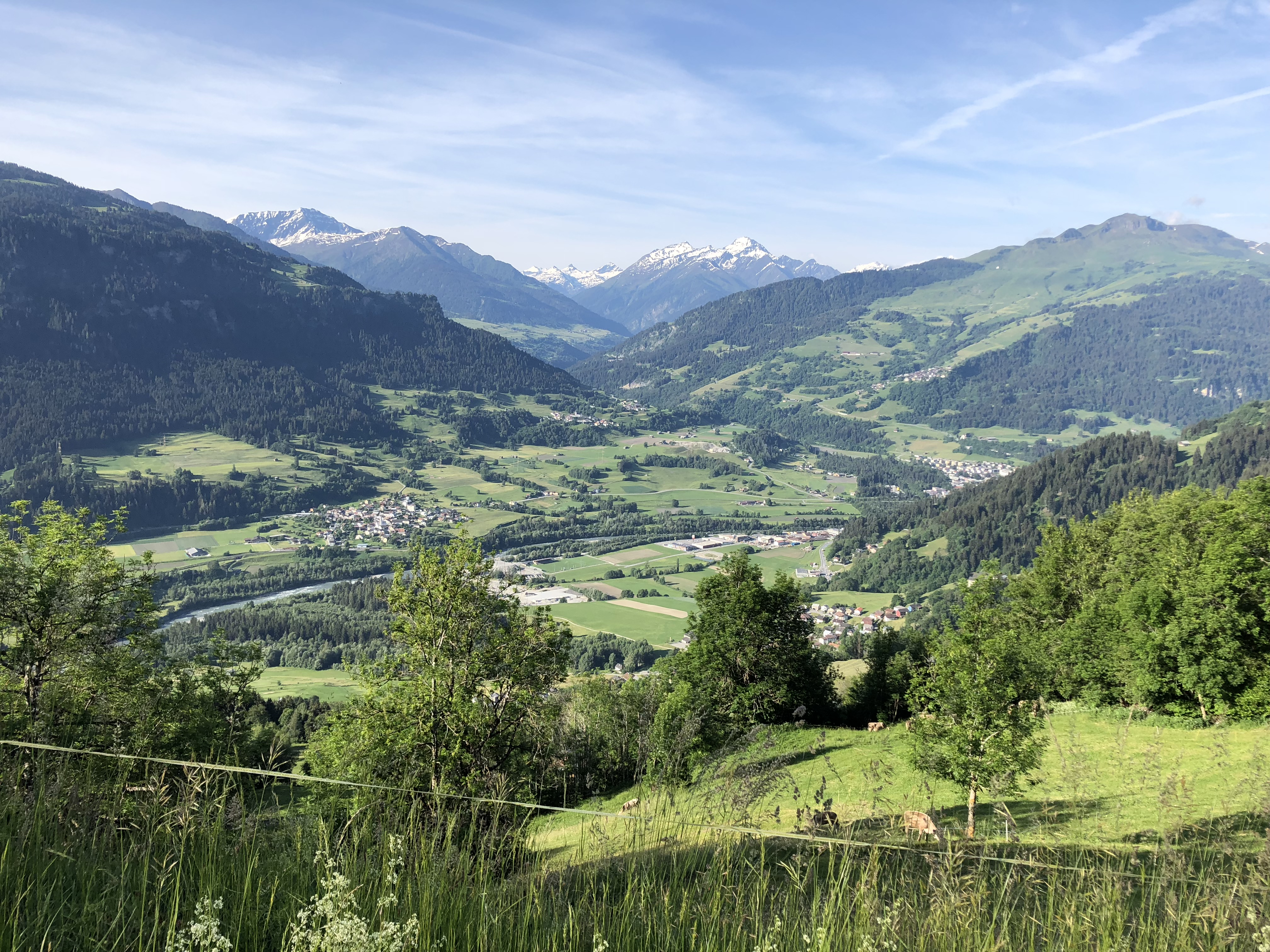
Die Gruob bei Ilanz

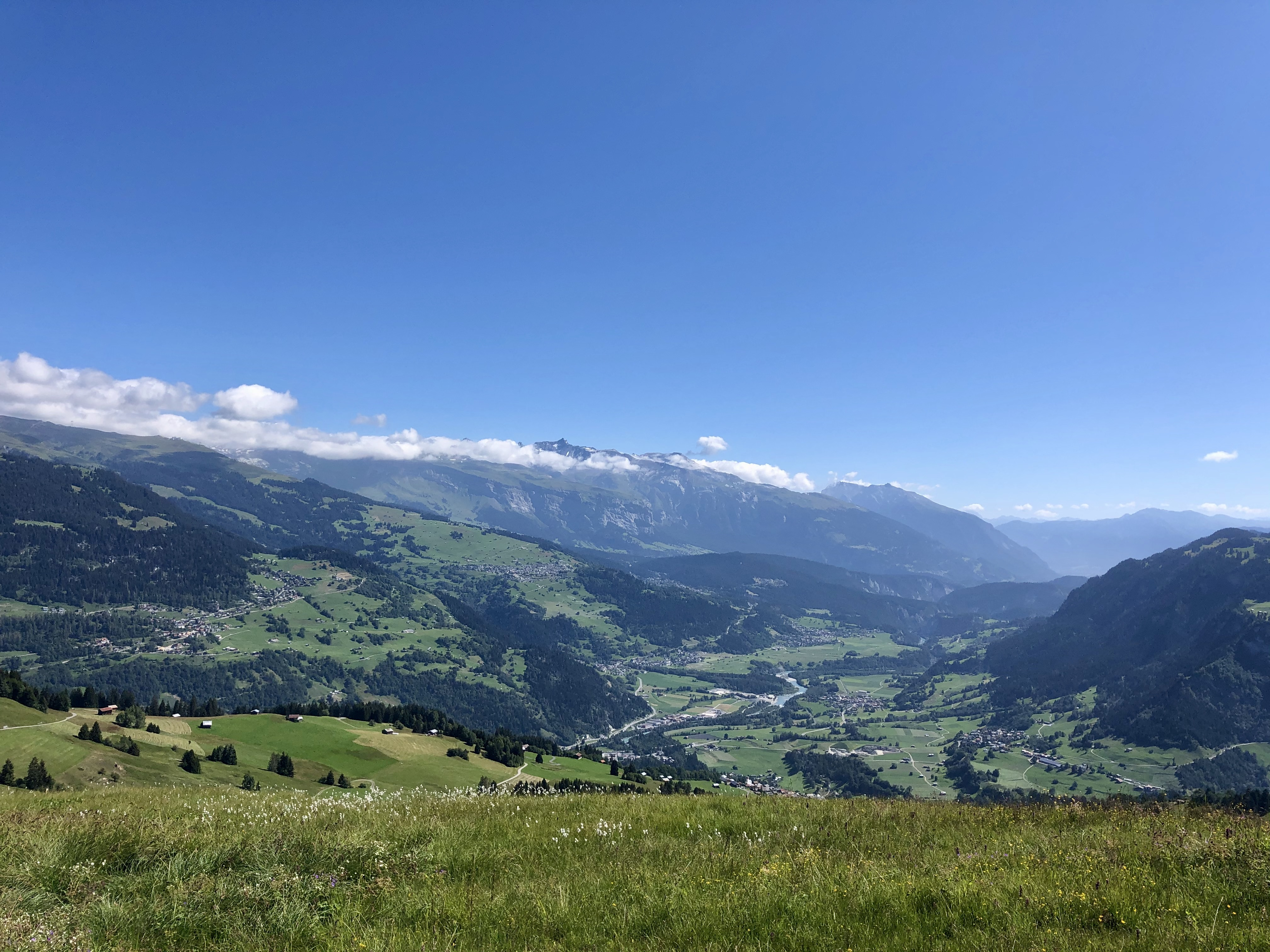
Richtung Osten, unten in der Mitte Ilanz

Gruob (sursilvan Foppaⓘ) ist der Name der beidseits des Vorderrheins gelegenen weiten Mulde (foppa «Grube») in der Region rund um Ilanz in der bündnerischen Surselva.

## Geografie
Geologisch ist die Gruob der Grund des vor rund 10'000 Jahren durch den Flimser Bergsturz aufgestauten Sees. Im Laufe der Zeit frass sich der Vorderrhein durch die Schuttmassen, der See entleerte sich und liess  die weite, fruchtbare Mulde der Gruob zurück.

## Geschichte
Historisch bildete die Gruob eine eigene Gerichtsgemeinde im Grauen Bund mit Sagogn als Hauptort, der Ende des Mittelalters von Ilanz abgelöst wurde.
Seit 1483 Besitz des Churer Bischofs, kaufte sich die Gruob in Konsequenz der Ilanzer Artikel 1538 frei. 
Die Reformation, die von einem Teil der Gemeinden angenommen, von einem anderen abgelehnt wurde, spaltete die Gruob konfessionell auf und führte während des Sagenserhandels um 1700 kurzfristig zu einer Separation der katholischen Dörfer.

## Sprache
Sprachlich ist die Gruob mit Ausnahme der zum Safiental hin orientierten, von Walsern besiedelten Dörfer Versam und Valendas rätoromanisch. Das Zentrum Ilanz ist sprachlich gemischt und bemüht sich seit einiger Zeit verstärkt um Bilingualität. 